# Копа Центроамерикана 2013.
Копа Центроамерикана 2013. био је дванаесто по реду првенство Централне Америке за фудбалске тимове мушких националних савеза, раније познато као Ункафов Куп нација. Организовао га Фудбалски савез Централне Америке (УНКАФ), а одржан је у Костарики од 18. до 27. јануара 2013. године.
Турнир се састојао из две фазе. У групној фази финала турнира, седам тимова се такмичило за бодове у две групе по кругу, један од четири тима, а други од три, при чему су се наставиле прве две екипе у свакој групи. Ове четири екипе су се пласирале у полуфинале, победници су се пласирали у финале, док су поражени водили меч за треће место. Утакмица за пето место одиграна је између трећепласираних екипа из групне фазе.
У финалу је Костарика победила браниоца титуле Хондурас резултатом 1 : 0, а голом Ђанкарла Гонзалеса у 38. минуту Костарика је донела седму титулу у Централној Америци, они су такође постали прва нација домаћин која је освојила турнир откако је то урадила Костарика 1999. године. Финале између Костарике и Хондураса, који је пети пут да се два тима такмиче у финалу заједно, постало је на неки начин дерби купа. Белизе је ушао у историју на овом турниру успевши да се пласира у полуфинале и први пут да се квалификује за такмичење у Златном купу Конкакафа.

## Земље учеснице
Свих седам чланица Ункафа су учествовале на турниру:
- Белизе
- Костарика
- Салвадор
- Гватемала
- Хондурас
- Никарагва
- Панама

## Стадион и град домаћин
| Сан Хосе | Сан Хосе          |
| -------- | ----------------- |
| Сан Хосе | Стадион Насионал  |
| Сан Хосе | Капацитет: 35.060 |
| Сан Хосе |                   |

## Групна фаза
Жреб групне фазе одржан је у Сан Хосеу 9. октобра 2012. године.
У случају нерешеног резултата
1. Већи број бодова у мечевима између изједначених тимова.
2. Већа гол-разлика у мечевима између изједначених тимова (ако више од два тима заврше једнако по бодовима).
3. Већи број голова постигнутих у мечевима међу изједначеним тимовима (ако више од два тима заврше једнако по бодовима).
4. Већа гол разлика у свим утакмицама у групи.
5. Већи број постигнутих голова у свим утакмицама у групи.
6. Извлачење жреба.

Сва времена су по локалном панамском времену,(UTC-6).
| Кључ за боје у групним табелама | Кључ за боје у групним табелама                |
| ------------------------------- | ---------------------------------------------- |
|                                 | Екипе које су се пласирале у полуфинале        |
|                                 | Екипе које су се пласирале у меч за пето место |

### Група А
| Репрезентација | Ута | Поб | Нер | Изг | ГД | ГП | ГР | Бод |
| -------------- | --- | --- | --- | --- | -- | -- | -- | --- |
| Костарика      | 3   | 2   | 1   | 0   | 4  | 1  | +3 | 7   |
| Белизе         | 3   | 1   | 1   | 1   | 2  | 2  | 0  | 4   |
| Гватемала      | 3   | 0   | 3   | 0   | 2  | 2  | 0  | 3   |
| Никарагва      | 3   | 0   | 1   | 2   | 2  | 5  | −3 | 1   |

| Гватемала          | 1 : 1    | Никарагва        |
| ------------------ | -------- | ---------------- |
| Давид Еспиноза 67’ | Извештај | Хосуе Кихано 41’ |

| Костарика         | 1 : 0    | Белизе |
| ----------------- | -------- | ------ |
| Хаиро Аријета 55’ | Извештај |        |

| Белизе | 0 : 0    | Гватемала |
| ------ | -------- | --------- |
|        | Извештај |           |

| Костарика                             | 2 : 0    | Никарагва |
| ------------------------------------- | -------- | --------- |
| Кристијан Лагос 7’ · Келсо Борхес 86’ | Извештај |           |

| Никарагва         | 1 : 2    | Белизе                                |
| ----------------- | -------- | ------------------------------------- |
| Елвис Фигероа 85’ | Извештај | Тревор Ленен 29’ · Деон Мекалај 90+1’ |

| Костарика        | 1 : 1    | Гватемала                 |
| ---------------- | -------- | ------------------------- |
| Хаиро Ариета 11’ | Извештај | Хосе Мануел Контрерас 90’ |

### Група Б
| Репрезентација | Ута | Поб | Нер | Изг | ГД | ГП | ГР | Бод |
| -------------- | --- | --- | --- | --- | -- | -- | -- | --- |
| Хондурас       | 2   | 0   | 2   | 0   | 2  | 2  | 0  | 2   |
| Салвадор       | 2   | 0   | 2   | 0   | 1  | 1  | 0  | 2   |
| Панама         | 2   | 0   | 2   | 0   | 1  | 1  | 0  | 2   |

Салвадор и Панама су завршили са идентичним рекордима па су њихове позиције одређиване жребом. Салвадор је био срећнији и био други у групи.
| Хондурас          | 1 : 1    | Салвадор          |
| ----------------- | -------- | ----------------- |
| Џери Бенкстон 75’ | Извештај | Рафаел Бургос 77’ |

| Салвадор | 0 : 0    | Панама |
| -------- | -------- | ------ |
|          | Извештај |        |

| Панама            | 1 : 1    | Хондурас              |
| ----------------- | -------- | --------------------- |
| Маркос Санчес 13’ | Извештај | Хуан Пабло Монтес 31’ |

## Финална фаза
У случају нерешеног резултата, продужеци се не играју, а меч се одлучује извођењем једанаестераца.
|  | Полуфинале | Полуфинале |             |   | Финале | Финале |
|  |            |            |             |   |        |        |
|  |            |            |             |   |        |        |
|  |            |            |             |   |        |        |
|  | Хондурас   | 1          |             |   |        |        |
|  | Хондурас   | 1          |             |   |        |        |
|  | Белизе     | 0          |             |   |        |        |
|  | Белизе     | 0          | Хондурас    | 0 |        |        |
|  |            |            | Хондурас    | 0 |        |        |
|  |            | Костарика  | 1           |   |        |        |
|  | Костарика  | Костарика  | 1           | 1 |        |        |
|  | Костарика  |            |             | 1 |        |        |
|  | Салвадор   | 0          |             |   |        |        |
|  | Салвадор   | 0          | Треће место |   |        |        |
|  |            |            |             |   |        |        |
|  |            |            |             |   |        |        |
|  |            |            |             |   |        |        |
|  | Белизе     | 0          |             |   |        |        |
|  | Белизе     | 0          |             |   |        |        |
|  | Салвадор   | 1          |             |   |        |        |

### Утакмица за пето место
| Гватемала       | 1 : 3    | Панама                                                             |
| --------------- | -------- | ------------------------------------------------------------------ |
| Минор Лопез 75’ | Извештај | Блас Перез 28’ · Алсибиадес Рохас 55’ · Алберто Кинтеро Медина 59’ |

### Полуфинале
| Хондурас           | 1 : 0    | Белизе |
| ------------------ | -------- | ------ |
| Брајан Бекелес 67’ | Извештај |        |

| Костарика       | 1 : 0    | Салвадор |
| --------------- | -------- | -------- |
| Родни Валас 72’ | Извештај |          |

### Утакмица за треће место
| Салвадор          | 1 : 0    | Белизе |
| ----------------- | -------- | ------ |
| Нелсон Бониља 50’ | Извештај |        |

### Финале
| Костарика             | 1 : 0    | Хондурас |
| --------------------- | -------- | -------- |
| Ђанкарло Гонзалез 38’ | Извештај |          |

| Костарика | Хондурас |

## Достигнућа
| Најбољи играч Патрик Пембертон | Победник Ункафовог купа нација 2013. Костарика 7° титула | Најбољи стрелац Хаиро Ариета (2 гола) |

### Голгетери
2 гола
- Хаиро Ариета

1 гол
- 22 играча су постигли по један гол